# Проспект Монументов
Проспект Монументов (Monument Avenue) — широкий озеленённый проспект с разделённым движением в Ричмонде, штат Вирджиния, первоначально названный по представительному комплексу монументов в честь тех, кто сражался на стороне Конфедерации во время Гражданской войны в США. Между 1900 и 1925 годами проспект Монументов значительно расширился за счет архитектурно значимых домов, церквей и жилых домов. Четыре бронзовые статуи, изображающие Дж. Э. Б. Стюарта, Стоунволла Джексона, Джефферсона Дэвиса и Мэтью Фонтейна Мори, были сняты с их мемориальных пьедесталов на фоне гражданских беспорядков в июле 2020 года. С памятником Роберту Ли обращались иначе, поскольку он принадлежал штату Вирджиния, в отличие от других памятников, принадлежавших городу Ричмонд. Открытый в 1890 году, он был снят 8 сентября 2021 года. Последней оставшейся статуей на Монумент-авеню является памятник Артуру Эшу, увековечивающий память афроамериканского чемпиона по теннису, установленный в 1996 году.
После протестов, последовавших за смертью Джорджа Флойда в 2020 году, протестующие снесли памятник Дэвису, а памятник Ли приказал убрать губернатор Ральф Нортам. В июле 2020 года мэр Ричмонда Левар Стони распорядился снести оставшиеся памятники Конфедерации на принадлежащей городу земле, включая Дж. Э.Б. Стюарту, Стоунволлу Джексону, Мэтью Фонтейну Мори, а также пушки, обозначающие оборону Ричмонда, и другие памятники.
Проспект Монументов является местом проведения нескольких ежегодных мероприятий, особенно весной, включая ежегодный забег на 10 км и «Пасхальный Парад», когда многие жители Ричмонда прогуливаются по авеню в пасхальных шляпах и других нарядах. До 2020 года в разное время (например в день рождения Роберта Ли и в Месяц истории Конфедерации), «потомки ветеранов Конфедерации» собирались вдоль проспекта в старинных военных костюмах.
«Исторический район проспекта Монументов» включает часть проспекта начинающуюся на развязке на востоке на пересечении улиц Вест-Франклин и Норт-Ломбарди, простирающуюся на запад примерно на четырнадцать кварталов до проспекта Розенит и внесенную в Национальный реестр исторических мест как национальный исторический памятник.
Американская ассоциация планирования выбрала проспект Монументов в качестве одной из «10 великих улиц Америки на 2007 год» на основе исторического дизайна и мастерства строительства коридора, разнообразия землепользования, интеграции нескольких видов транспорта и приверженности сообщества сохранить свое наследие.

## История

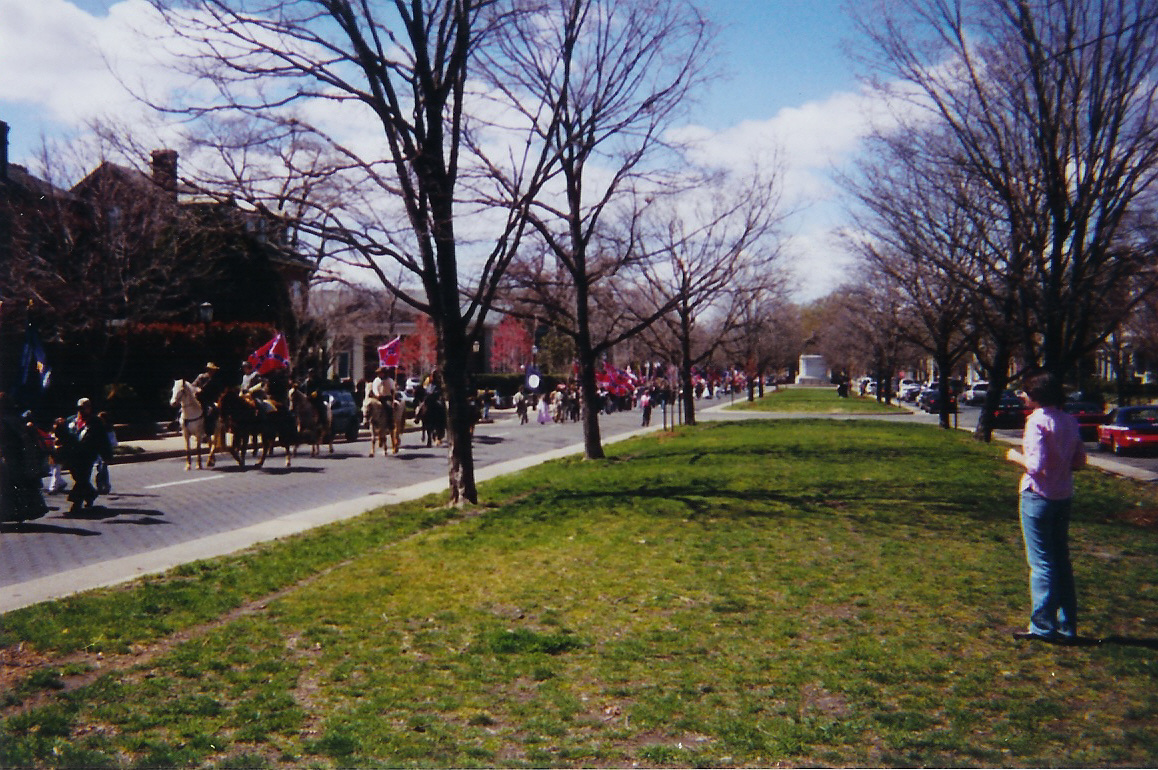
Парад Конфедерации на проспекте Монументов, Ричмонд, Вирджиния

Бывшая столица Конфедерации, Ричмонд, стал центром историй об «Утерянном деле». Экономика Юга была в значительной степени разрушена войной, однако бывшие конфедераты держались за свою гордость и требовали уважения. Проспект Монументов был задуман во время поиска места для мемориальной статуи генерала Роберта Ли после смерти Ли в 1870 году. Граждане Ричмонда хотели установить статуи трём вирджинцам, которые помогали защищать город (двое из которых были убиты при обороне). Планы города ещё в 1887 году показывают предполагаемое округлое пространство сразу за концом улицы Вест-Франклин, главного жилого проспекта в верхней части города в то время. Земля принадлежала богатому жителю города Отуэю Аллену. План статуи включал строительство большого проспекта, идущего на запад, окаймлённого деревьями вдоль травянистой срединной полосы, в соответствии со стилем городского планирования и гражданского дизайна «Город прекрасный» того времени. На плане показаны участки под застройку, которые Аллен намеревался продать застройщикам и желающим построить дома на новом роскошном проспекте.
29 мая 1890 года около 100 000 человек собрались на открытие первого памятника, массивного мемориала Роберту Ли.
Состоятельным жителям Ричмонда и спекулятивным застройщикам потребовалось около 10 лет, чтобы начать покупать участки и строить дома вдоль проспекта, но в период между 1900 и 1925 годами проспект заполонился архитектурно значимыми домами, церквями и многоквартирными домами. Архитекторы построившие проспект Монументов работали и в регионе и на национальном уровне, и включали фирмы Джона Рассела Поупа, Уильяма Боттомли, Дункана Ли, Марселласа Райта, Клода Хауэлла, Генри Баскервилля, Д. Уайли Андерсона и Альберта Хантта. Спекулятивные подрядчики, такие как У. Дж. Пейн, Харви С. Браун и братья Дэвис, купили участки и построили много домов, чтобы продать их тем, кто не занимался проектированием с архитектором.
Проспект когда-то был излюбленным местом проживания высшего класса Ричмонда. Район Фан, в частности, застроен большими особняками конца Позолоченного века. Часть Музейного района проспекта Монументов включает в себя сочетание больших домов (особенно в квартале 3100), многоквартирных домов и небольших домов на одну семью. К западу от межштатной автомагистрали 195 проспект становится более типичной пригородной улицей, хотя он продолжает широкие проезжие полосы и обширную травянистую средину с множеством деревьев до своего окончания более чем в двух милях от нынешней городской черты в округе Хенрико.
На протяжении десятилетий у проспекта были свои взлеты и падения. Ещё в 1910 году, но в основном в 1950-х и 1960-х годах, многие из больших домов были разделены на квартиры, внутренние комнаты и каретные сараи сдавались внаем. Несколько домов были снесены, чтобы освободить место для парковки или расширения здания, а несколько современных пристроек были спрятаны между ранее существовавшими зданиями. Но регуляция, введенная городом путем определения проспекта Монументов как Старого и Исторического района, помогла сохранить целостность района. В 1969 году была зарегистрирована группа под названием «Жители и партнеры по сохранению проспекта Монументов», которую возглавила Зейда Реннольдс Доттс (жена Уолтера Доттса-младшего), внучка Бьюлы и Джона Керра Бранча, который в 1914 году сдал в эксплуатацию дом на проспекте Монументов фирме Джона Рассела Поупа. В 1970 году группа сменила название на «Общество сохранения проспектa Монументов» (MAPS).
В августе 2017 года, после насилия, связанного со статуями, спровоцированного правыми и левыми экстремистскими группами в Шарлоттсвилле, штат Вирджиния, мэр Ричмонда Левар Стони объявил, что городская комиссия по проспекту Монументов рассмотрит вопрос о размещении разъяснительных табличек вокруг памятников Конфедерации, в качестве варианта решения проблемы существования статуй людей, которые боролись за сохранение рабства и раскол США. В то время удаление таких статуй не разрешалось на местном уровне в соответствии с законодательством Вирджинии. В апреле 2020 года Демократическая партия установила контроль над легислатурой Вирджинии и изменила закон, разрешив местным юрисдикциям удалять памятники, кроме кладбищ и Военного института Вирджинии; изменения должны были вступить в силу в июле 2020 года. 10 июня 2020 года протестующие сорвали с постамента статую Джефферсона Дэвиса. В первый день вступления в силу нового закона, 1 июля 2020 года, мэр Стони продлил чрезвычайное положение, чтобы оправдать удаление статуи Стоунволла Джексона по контракту с городом Ричмонд, за которым последовало удаление статуи Мори и пушек 2 июля. Затем мэр Стоуни объявил о планах снести в общей сложности 11 памятников Конфедерации. В отношении мэра Стони ведется расследование по делу о заключении контракта на 1,8 миллиона долларов с политическим спонсором на снос памятников.

## Памятники
На проспект Монументов находится памятник уроженцу Ричмонда Артуру Эшу. Скульптор Пол ДиПаскуале представил его 10 июля 1996 года.
Ранее на проспекте было несколько статуй, посвященных военным и политическим деятелям Конфедерации, в том числе:
| Памятник                     | Скульптор              | Открыт             | Удалён             |
| ---------------------------- | ---------------------- | ------------------ | ------------------ |
| Памятник Роберту Ли          | Антонин Мерси          | 29 мая 1890 г.     | 8 сентября 2021 г. |
| Памятник Джебу Стюарту       | Фредерик Мойнихан      | 30 мая 1907 г.     | 7 июля 2020 г.     |
| Мемориал Джефферсона Дэвиса  | Эдвард Валентайн       | 3 июня 1907 г.     | 10 июня 2020 г.    |
| Памятник Стоунволл Джексону  | Фредерик Уильям Сиверс | 11 октября 1919 г. | 1 июля 2020 г.     |
| Памятник Мэтью Фонтейну Мори | Фредерик Уильям Сиверс | 11 ноября 1929 г.  | 2 июля 2020 г.     |

### Памятник Роберту Ли
Памятник Роберту Ли был расположен на кольцевой развязке на пересечении проспекта Монументов и улицы Аллен. Открытый в 1890 году, памятник Ли был первым и самым большим памятником на проспекте. Он был удален 8 сентября 2021 года штатом Вирджиния по решению Верховного суда штата. На момент снятия статуя Ли была последним существующим памятником Конфедерации на проспекте Монументов.

### Памятник Дж. Э.Б. Стюарту
Памятник Дж. Э.Б. Стюарту располагался на кольцевой развязке на пересечении улиц Уэст-Франклин и Норт-Ломбарди. Статуя Стюарта была удалена властями Ричмонда 7 июля 2020 года. Пустой постамент простоял до февраля 2022 года, когда его тоже убрали, а кольцевую дорогу превратили в сад.

### Мемориал Джефферсона Дэвиса
Мемориал Джефферсона Дэвиса был расположен на пересечении проспекта Монументов и улицы Норт-Дэвис. Статуя была свергнута 10 июня 2020 года во время протестов после смерти Джорджа Флойда.

### Памятник Стоунволлу Джексону
Конная статуя Стоунволла Джексона располагалась на пересечении проспекта Монументов и Северного бульвара.
1 июля 2020 года мэр Стоуни удалил памятник. В феврале 2022 года пустой постамент убрали, а участок заасфальтировали, сделав его «нормальной» транспортной развязкой.

### Памятник Мэтью Фонтейну Мори
Памятник Мэтью Фонтейну Мори находился на пересечении проспекта Монументов и проспекта Бельмонт. Статуя Мори была снята 2 июля 2020 года, а 9 июля был удалён глобус. Пустой пьедестал убрали в феврале 2022 года, и теперь на этом месте разбит сад.

### Памятник Артуру Эшу
Спустя почти столетие после того, как были установлены исходные памятники, сообщество Ричмонда одобрило установку статуи Артура Эша работы Пола Ди Паскуале на проспекте Монументов. В размещении статуи отсутствовала связь между звездой тенниса и лидерами Конфедерации, уже представленными на авеню. Некоторые жители считали, что памятник следует поставить в Спортивном центре Артура Эша. Памятник стал важным предметом обсуждения в городе во время его открытия. Многие жители города назвали выдающееся место Эша в современной истории города причиной включения, в то время как некоторые жители и другие стороны отвергли это как неуместное для проспекта Монументов, на котором были только статуи людей, имеющих отношение к Конфедеративным Штатам Америки.
Статуя Эша была самой дальней, расположенной на проспекте, в так называемом Музейном районе, к западу от городского района Фан. Эш стоит с ракеткой в руке на пьедестале с библейской цитатой: «Окруженные столь многими свидетелями, отрешимся и мы от всего, что гнетет нас, вырвемся из сетей греха, в которые так легко попадаем, и с упорством атлета устремимся к поставленной перед нами цели».

## Полемика
Мемориалы Конфедерации на проспекте Монументов время от времени вызывали споры с момента их постройки. Противники указывали на их корни в «Утерянном деле» и в «Массовом сопротивлении» Вирджинии расовой интеграции государственных школ, утверждая что статуи символизируют превосходство белых и должны быть удалены или пересмотрены. Сторонники сохранения признают мемориалы памятниками ветеранам, воздвигнутыми в память о сотнях тысяч солдат и граждан Конфедерации, погибших в боях, защищая Ричмонд во время гражданской войны. Движение за удаление набрало обороты после аналогичной полемики о статуе Роберта Ли в Шарлоттсвилле, штат Вирджиния, и последующих событий марша «Объединённых правых» 11-12 августа 2017 года.
В конце 2017 года мэр Левар Стоуни объявил о создании «Комиссии по проспекту Монументов», для сбора мнений общественности и, в конечном итоге, предоставления рекомендаций относительно будущего памятников. В середине 2018 года Комиссия выпустила свои рекомендации, призывая к демонтажу памятника Джефферсону Дэвису, выразив при этом желание прикрепить вывески, «переосмысливающие» памятники Ли, Джексону, Стюарту и Мори.
Во время протестов 2020 года, вспыхнувших после смерти Джорджа Флойда в Миннеаполисе, статуи снова стали центром внимания в Ричмонде. Они стали частым местом как мирных, так и насильственных протестов. На протяжении всего этого периода статуи были покрыты граффити и окружены плакатами, произведениями искусства, свечами и цветами. Художники из Ричмонда Дастин Клайн и Алекс Крики создали Reclaiming the Monument, серию световых проекций, которые преображали статуи Конфедерации ночью, в частности памятник Роберту Ли. В июне 2020 года губернатор Ральф Нортам объявил, что целый год работал над планами убрать памятник Ли с проспекта. Сразу после объявления губернатора Нортама, мэр Ричмонда Стони объявил о планах убрать четыре другие статуи Конфедерации вместе с семью дополнительными памятниками по всему городу. Муниципалитет Ричмонда начал работу по демонтажу контролируемых городом статуй, начиная с памятника Стоунволлу Джексону, 1 июля 2020 года. Статуя Мэтью Мори была снята 2 июля, а статуя Дж. Э. Б. Стюарта — 7 июля. Памятник Ли был удален правительством штата Вирджиния 8 сентября 2021 года.

## Местонахождение памятников
В настоящее время статуи находятся под открытым небом в Ричмонде в промышленной зоне, местонахождение которой не разглашается. Ричмонд недавно передал права собственности на снесённые мемориалы «Музею истории чернокожих и культурному центру Вирджинии»; теперь это учреждение будет решать, что с ними делать.
Осенью 2023 года статуя Джефферсона Дэвиса отправится в Лос-Анджелес, где будет выставлена в рамках выставки свергнутых произведений искусства Конфедерации.